# Wernt Grimm
Wernt Grimm (* 1912; † 8. März 2000 in Kassel) war ein deutscher Agraringenieur und Rosenexperte.

## Leben
Wernt Grimm wurde als Sohn des Schriftstellers Hans Grimm geboren. Er wuchs in Lippoldsberg in Nordhessen auf und studierte in Göttingen Landwirtschaft. Das Studium schloss er mit der Promotion ab. 1938 heiratete er Hedi (Hedwig) Staubesand. Der Ehe entstammen vier Kinder.
Nach dem Zweiten Weltkrieg, in dem er in Gefangenschaft geriet, arbeitete er zunächst beim Landesernährungsamt in Bebra und ab 1950 bis zu seiner Pensionierung 1977 am Landwirtschaftsamt in Kassel. 
Im Ruhestand widmete er sich seinem Hobby Alte Rosen und entwickelte sich darin zum anerkannten Kenner. Zusammen mit seiner Frau gründete er 1977 den Verein „Roseninsel Park Wilhelmshöhe“, der sich um die Wiederbelebung des 1766 im Bergpark Wilhelmshöhe auf der Roseninsel unterhalb des Schlosses Wilhelmshöhe gegründeten Rosariums kümmerte. Unter der Leitung des Ehepaars Grimm pflegte der Verein nicht nur die vorhandenen, teils über 200 Jahre alten Rosen, sondern pflanzte auch neue Rosensorten, die den Plänen des Landschaftsparks entsprachen. Die Roseninsel wurde bei der Bundesgartenschau 1981 in Kassel zur Attraktion für Rosenfreunde. Wernt Grimm wirkte auch an Konferenzen für alte Rosen mit.
Wernt Grimm erforschte die historische Gartenkunst in Kassel mit dem ältesten deutschen Rosarium, das unter Landgraf Friedrich II.  von Hessen-Kassel angelegt worden war, stieß dabei in der Bibliothek des Schlossflügels Weißenstein auf Rosengemälde von Salomon Pinhas (1759–1837), dem Hofmaler des Landgrafen Friedrich II., und entdeckte im Rosarium die über Jahrhunderte verschollene „Perle von Weißenstein“ wieder. Sie gilt als erste deutsche  Zuchtrose. Sie ist 1795 von Daniel August Schwarzkopf, dem damaligen Hofgärtner des Landgrafen Friedrich II., gezüchtet und kultiviert worden. Grimm setzte sich für die Neuauflage eines Buches mit den historischen Rosenbildern von Pinhas ein, die er aber nicht mehr erlebte.
Wernt Grimm starb am 8. März 2000 in Kassel.

## Schriften
- mit Hans-Jürgen von Frank, Martin Koch: Der Bauer und der Markt. Eine landwirtschaftliche Absatzkunde für jedermann. Parey, Hamburg 1956. 3. Auflage 1958.
- mit Richard Mader: Kasseler Gartenkunst. Vom Mittelalter bis in unsere Zeit. Mader, Bremen 1980.
- mit Hedi Grimm: Die Rosensammlung zu Wilhelmshöhe. Verein Roseninsel Park Wilhelmshöhe, Kassel 1981. 4. Auflage unter Mitarbeit von Hermann Mielke und Eilike Vemmer. 1996.
- mit Hedi Grimm, Anny Jacob: Alte Rosen und Wildrosen. Ulmer, Stuttgart 1990, ISBN 3-8001-6334-9. 2. Auflage 1992, ISBN 3-8001-6498-1.

## Ehrungen
Zusammen mit seiner Frau erhielt er 1981 die Kasseler Stadtmedaille und 1997 den Ehrenbrief des Landes Hessen. 